# 田口義嘉壽
田口 義嘉壽（たぐち よしかず、1938年3月1日 - 2016年9月22日）は、日本の経営者。西濃運輸社長、会長を務めた。

## 経歴
岐阜県大垣市出身。1960年に慶應義塾大学法学部を卒業し、中部生産性本部での勤務を経て、同年10月に西濃運輸入社。
1968年に取締役に就任し、1973年に常務、1976年度日本青年会議所会頭、1981年7月に専務を経て、1987年7月には社長に就任。2003年6月に会長に就任し、2005年10月からは代表取締役を務めた。
2003年4月に藍綬褒章を受章。
2016年9月22日肺炎のために死去。78歳没。